# Narauli
Narauli is een nagar panchayat (plaats) in het district Sambhal van de Indiase staat Uttar Pradesh.

## Demografie
Volgens de Indiase volkstelling van 2001 wonen er 16.682 mensen in Narauli, waarvan 53% mannelijk en 47% vrouwelijk is. De plaats heeft een alfabetiseringsgraad van 25%.